# Eve Galimany Sanromà
Eve Galimany Sanromà (Barcelona, Catalunya en 1975) és una investigadora espanyola, especialitzada en ecologia bentònica, en concret en ecologia i fisiologia de bivalves i divulgadora científica dels beneficis dels bivalves i de la problemàtica de la contaminació marina en ecosistemes i pesqueries. La seva principal línia d'investigació són les estratègies per la remediació de la contaminació marina.

## Trajectòria professional
Va obtenir el títol de Doctora en Biologia per la Universitat de Barcelona l’any 2010.
Durant la seva carrera ha treballat en el disseny i construcció d'aparells per mesurar la filtració dels bivalves.Recentment, en el 2022, va coliderar la iniciativa de restauració d’ostra plana al Mar Menor, per recuperar la qualitat de l'aigua i el sistema en general.Actualment, és investigadora de l’Institut de Ciències del Mar (ICM-CSIC) i de l'Institut Català de Recerca per a la Governança del Mar (ICATMAR)
A més de la seva tasca investigadora, contribueix a la divulgació científica mitjançant xerrades divulgatives per explicar a la població la importància de la ciència en la gestió del medi marí parlant de diversos temes incloent les deixalles marines o la biologia marina en general. També pertany a la xarxa europea NORA (Native Oyster Restoration Alliance), on promou i estudia l’ús i la restauració de l’ostra plana europea per millorar la qualitat dels ecosistemes i afavorir l’economia blava.

## Línies d’investigació
Les seves línies d’investigació es poden extreure dels múltiples treballs publicats en revistes i informes científics.
Ha investigat el paper dels bivalves en la mitigació dels símptomes de l'eutrofització, la reducció de l'aparició de floracions d'algues nocives i la restauració de les funcions de l'ecosistema. També he investigat com el medi ambient pot afectar la salut i la fisiologia dels mateixos invertebrats, incloses les espècies invasores.
Dintre d’aquesta línia de recerca el seu treball s'ha centrat a estudiar la salut i el comportament dels mol·luscs marins, fins i tot en situacions d’algues tòxiques marines a l’aigua. Per exemple, uns dels seus treballs durant l’època doctoral de la seva carrera científica es va centrar en l'exposició experimental del musclo Mediterrani (Mytilus galloprovincialis) al dinoflagel·lat tòxic l’Alexandrium fundyense, explorant aspectes histopatològics, respostes immunològiques i processos de recuperació. A més, ha investigat la patologia i la resposta immune dels musclos després de l'exposició al nociu dinoflagel·lat Prorocentrum minimum.
Posteriorment, va publicar sobre l'aqüicultura de mariscs i el seu paper en la reducció de l'eutrofització en estuaris urbans. Ha abordat el comportament alimentari de diverses espècies de musclos en diferents entorns, des d'estuaris mediterranis fins a llocs urbans en Long Island Sound, analitzant factors com la composició del sèston i la bioextracció de nutrients.
Altres estudis inclouen la competència alimentària entre espècies invasores i autòctones, la bioextracció de nutrients per ostres en estuaris, la reproducció de bivalves explotats al Mediterrani i la resposta dels mol·luscos a les floracions de microalgues.
Una segona línia de recerca se centra a estudiar la contaminació en recursos marins i les deixalles marines recollides per barques de pesca. Ha explorat casos de neoplàsia en musclos i la ingestió de fibres de vidre per invertebrats marins. A més, ha qualificat i quantificat les deixalles marines recollides de forma accidental per les embarcacions pesqueres determinant que, en alguns casos, segons la zona i fondària, les deixalles poden representar el 38 % de la captura de les xarxes. Els seus estudis confirmen que el plàstic és el component majoritari que contamina els fons marins i que, en concret , les tovalloletes humides d’un sol ús representen la majoria del component plàstic en les zones altament urbanitzades.